# Franciszek Surmiński
Franciszek Surmiński (ur. 5 grudnia 1934 w Dmuchawcu, zm. 2 października 2021 w Prudniku) – polski kolarz szosowy i przełajowy, mistrz Polski, trener kolarstwa.

## Wczesne życie
Urodził się 5 grudnia 1934 w Dmuchawcu, niedaleko Tarnopola, obecnie na terenie Ukrainy. W wieku czterech lat stracił matkę. Po zakończeniu II wojny światowej wraz z rodziną zamieszkał w Olbrachcicach koło Białej, a następnie w Rudziczce koło Prudnika.
Jako nastolatek próbował swoich sił w różnych dyscyplinach sportu, m.in. w siatkówce, narciarstwie, tenisie stołowym, hokeju, czy piłce nożnej. Jako piłkarz LZS-u Rudziczka doznał złamania nosa, żeber, a także wstrząśnięcia mózgu. Odbywając służbę wojskową w jednostce pancernej Kłodzku, korzystał z przepustki, by jeździć do Rudziczki na mecze. Po latach wspominał:

Gdy tylko dostałem przepustkę, wsiadałem na rower, zagrałem mecz albo dwa i pociągiem z powrotem do jednostki. Raz jeszcze poszedłem na zabawę i... uciekł mi pociąg. 90 kilometrów w mundurze na rowerze nocą, pod wiatr, po górach. Chciałem koniecznie zdążyć na rozprowadzenie kompanii, bo u mnie słowo to rzecz święta. Ledwie dojechałem, prawie nieprzytomny. Żołnierze myśleli, że popiłem, więc położyli mnie do łóżka. Przespałem ponad dobę! Byłem bardzo wysportowany od młodych lat. 115 kg na sztandze dźwigałem na zawołanie, tylko marynarkę rozpinałem. Niektórzy w wojsku mieli kłopoty przez skrzynię przeskoczyć. Ja brałem skrzynię, konia, i do góry...

## Kariera kolarska
Swój pierwszy wyścig kolarski – w Prudniku – wygrał na pożyczonym rowerze. Wkrótce, jadąc na czeskiej favorii, którą dostał od prezesa GS, wziął udział w zawodach dożynkowych w Łowiczu, na których wygrał rower „Bałtyk”. W jednym z wywiadów tak wspominał te zawody:

Nagrodą był czerwony, wyścigowy „Bałtyk”. Postanowiłem sobie, że muszę go wygrać. Był tak silny wiatr, że drzewa wyginało. W walce o zwycięstwo liczyłem się ja i taki jeden warszawiak, mieliśmy około 3 minuty przewagi nad resztą stawki. Jechaliśmy równo, ale gdy tylko zobaczyłem metę, to tak huknąłem w pedał, że dostał z 50 metrów. Po przejechaniu linii mety zemdlałem. W gazecie zamieścili nawet moje zdjęcie, aż się zawstydziłem, bo wyglądałem jak zdjęty z krzyża. Gdy już do siebie doszedłem, pytali mnie: w jakiej ja sekcji jeżdżę? To im mówię, że… gram w piłkę, w Rudziczce. Nie mogli się nadziwić.

Był zawodnikiem LZS Prudnik, LZS Łąka Prudnicka, LKS Zarzewie Prudnik i LZS Ziemia Opolska. Największe sukcesy odnosił w kolarstwie przełajowym, m.in. w 1969 został mistrzem Polski, w 1962 i 1966 wicemistrzem, a w 1967 i 1968 brązowym medalistą mistrzostw Polski. W 1967 wystąpił na mistrzostwach świata w Zurychu, ale wycofał się w trakcie zawodów.
Ponadto był mistrzem Polski w drużynowym wyścigu szosowym w 1961 i brązowym medalistą w tej samej konkurencji w 1960 (w obu startach jako zawodnik drużyny wystawionej przez Radę Główną LZS).
W 1963 wygrał Małopolski Wyścig Górski. Był także zwycięzcą etapów Tour de Pologne: 1 x w 1961, 2 x w 1964, 1 x w 1970, a w klasyfikacji końcowej tych wyścigów w 1960 i 1964 zajął 7. miejsce.
Został trenerem w Zarzewiu Prudnik. W 1966 zaczął trenować Stanisława Szozdę, wówczas ucznia technikum rolniczego w Prudniku, przyszłego wicemistrza olimpijskiego i medalistę mistrzostw świata. Po śmierci Szozdy, w 2013, Surmiński wspominał:

Startowałem gdzieś za granicą, w tym czasie w Prudniku odbywał się wyścig dla niezrzeszonych. Po powrocie dowiedziałem się, że wygrał 16-letni Szozda, uczeń technikum rolniczego. Mówią mi, że miał 5 minut przewagi i że musiał się za motorem ciągnąć. Ja, stary lis, myślę: taki gówniarz i on się potrafi za motorem ciągnąć?! Niemożliwe. Chcę go widzieć! – powiedziałem. Za jakąś godzinę Szozda przyleciał zdyszany. Patrzył we mnie jak sroka w kość. Aż gębę rozwalił. To był wielki talent.

Od 1973 trenował Andrzeja Zająca, późniejszego złotego medalistę Igrzysk Paraolimpijskich. Do jego podopiecznych należeli też Benedykt Kocot i Edward Barcik.
Odszedł ze sportu po Igrzyskach Olimpijskich w 1972, czuł się szykanowany przez miejscowe środowisko kolarskie. Po zakończeniu kariery sportowej zdał maturę i ukończył studium trenerskie na Akademii Wychowania Fizycznego we Wrocławiu. Zajął się ogrodnictwem: hodował goździki, uprawiał warzywa, hodował konie.

## Śmierć

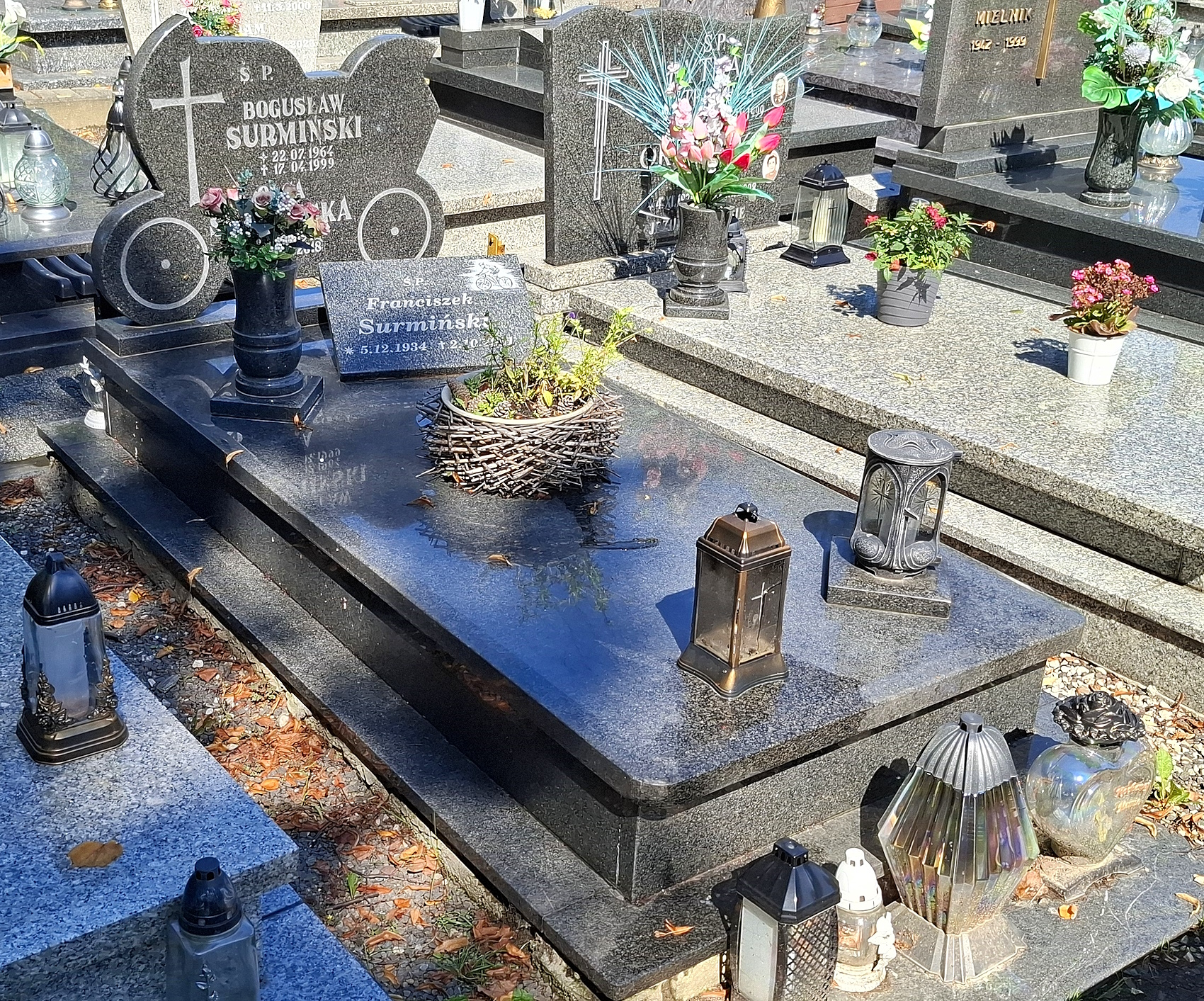
Grób Franciszka Surmińskiego w Prudniku

Do końca życia był aktywny, jeździł na rowerze, brał czynny udział w różnych lokalnych wydarzeniach. Zginął 2 października 2021 w wieku 86 lat w wypadku drogowym w Prudniku. 11 października został pochowany na cmentarzu komunalnym w Prudniku.

## Upamiętnienie
W Prudniku corocznie odbywa się Turystyczny Rajd Rowerowy „Śladami Franciszka Surmińskiego i Stanisława Szozdy – Legend Polskiego Kolarstwa”, którego trasa wiedzie przez Góry Opawskie.

## Odznaczenia i wyróżnienia
W 2000 roku prezydent Aleksander Kwaśniewski przyznał mu Krzyż Kawalerski Orderu Odrodzenia Polski.
W 2018 otrzymał Odznakę Honorową Powiatu Prudnickiego.
28 lutego 2020 otrzymał tytuł Honorowego Obywatela Prudnika.